# Simon dice

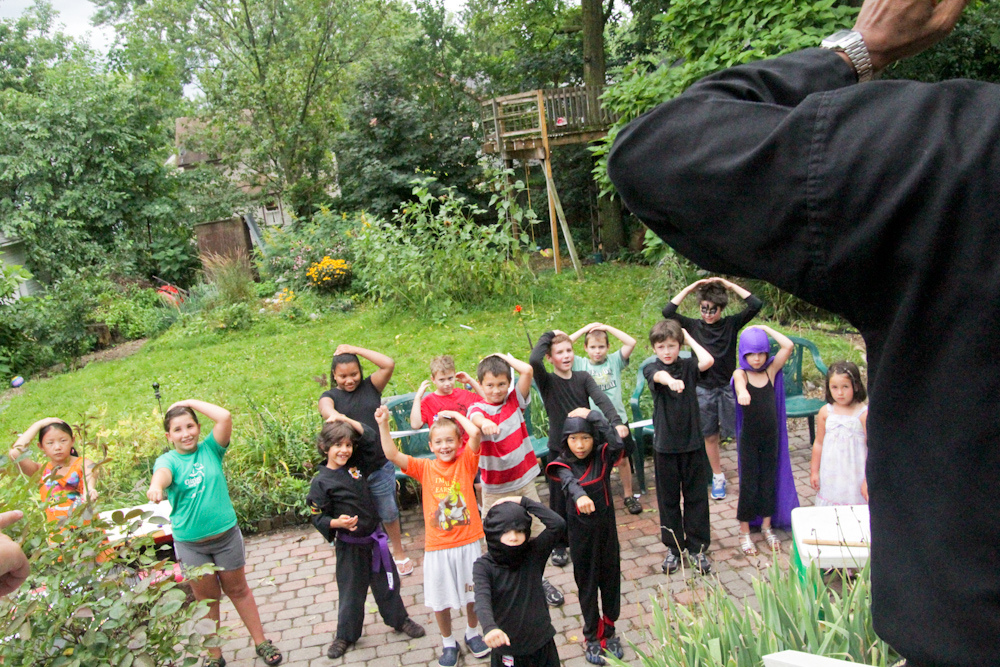

Simon dice è un gioco per bambini.

## Regole del gioco
Un giocatore, a cui viene assegnato il ruolo di "Simon", deve impartire a più partecipanti degli ordini, che consistono in genere nel muovere alcune parti del corpo, dichiarando prima di alcuni di essi "Simon dice". I partecipanti devono eseguire solamente gli ordini preceduti dalla frase "Simon dice" e se commettono errori vengono eliminati. Vince l'ultimo concorrente rimasto.

## Nella psicologia
Secondo gli psicologi, Simon dice è considerato ottimo per insegnare ai più piccoli le parti del corpo e gestire la loro iperattività. Stando a uno studio, dal momento che i bambini hanno funzioni cognitive meno efficienti rispetto a quelle degli adulti, il gioco si rivela nel loro caso impegnativo.